# 聖克魯斯 (北里約格朗德州)

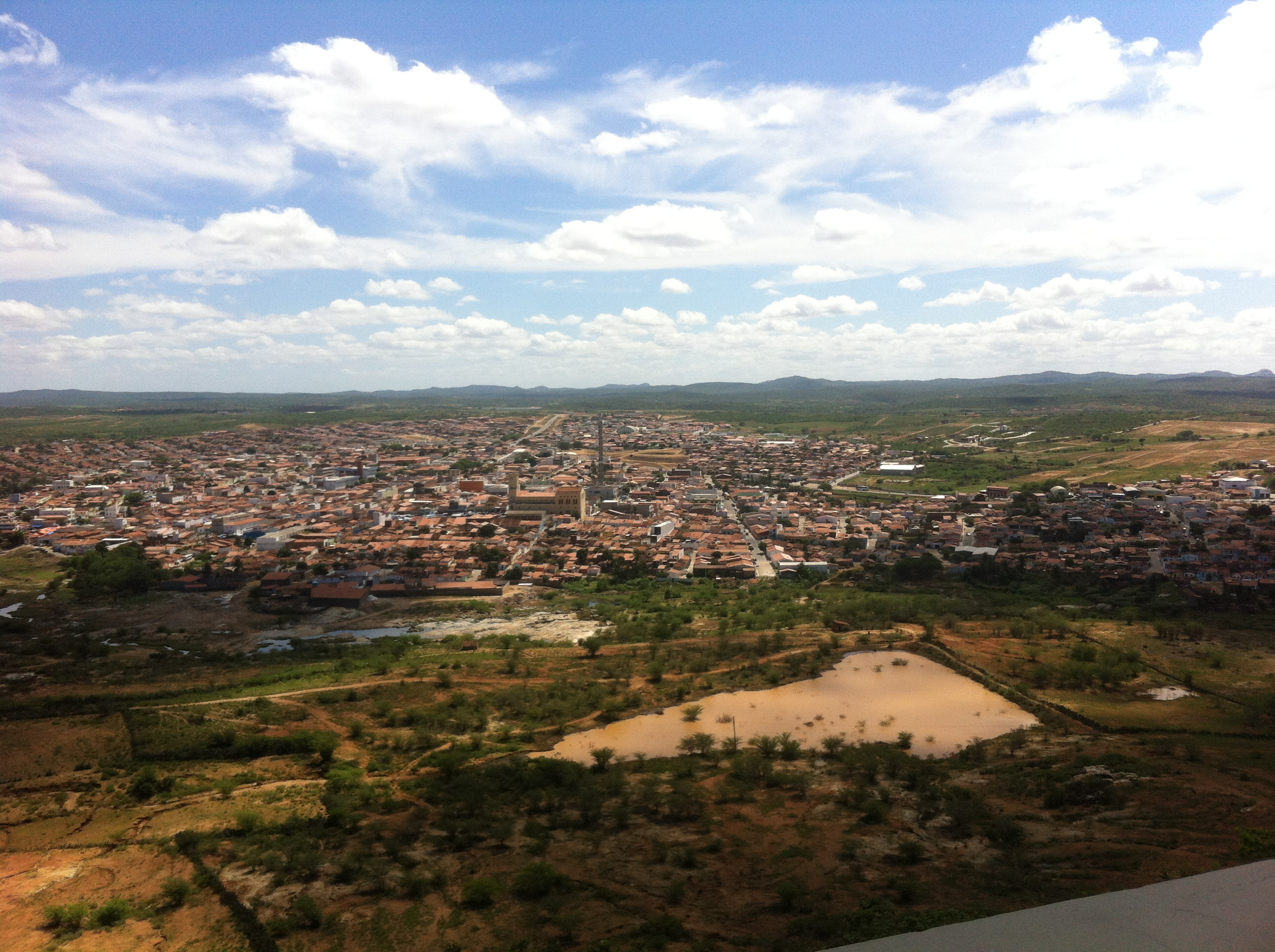
聖克魯斯

聖克魯斯（葡萄牙語：Santa Cruz），是巴西的城鎮，位於該國東北部，由北里約格朗德州負責管轄，始建於1831年，面積624平方公里，2012年人口38,538，人口密度每平方公里61.72人。